# NGC 6513
NGC 6513 este o galaxie situată în constelația Hercule. A fost descoperită în 7 august 1864 de către Albert Marth.